# Kamsdorf
Kamsdorf è una frazione del comune tedesco di Unterwellenborn.

## Storia
Il comune di Kamsdorf fu aggregato nel 2018 al comune di Unterwellenborn.

## Geografia antropica

### Frazioni
Il comune comprendeva le seguenti località:
- Kleinkamsdorf
- Großkamsdorf